# ローカルヒーロー
ローカルヒーローは、日本においてテレビ番組や映画、漫画、ゲームなどを踏襲し、有志の個人や団体、企業が独自に企画制作して生まれた地方資本のキャラクターのこと。ご当地ヒーロー（ごとうちヒーロー）とも呼ばれる。

## 沿革

### 日本におけるスーパーヒーロー
日本において、勧善懲悪を主題とする物語の中には、ヒーローが仮面や覆面をしたり、異形であったり、サイボーグやアンドロイドであったり、常人の状態から変身したりして、その能力が超人的であることを端的に示す場合がある。戦中・戦後の紙芝居時代には『黄金バット』が代表的であったが、1950年代にテレビ放送が開始されるとアメリカ合衆国の「スペースオペラ」が放送され、これに影響されたとみられる日本初の特撮スーパーヒーロー映画『スーパージャイアンツ』シリーズ（1957年 - 1959年）が作られた。一方のテレビでは『月光仮面』（1958年 - 1959年）が放送された。その後、特撮では『ナショナルキッド』（1960年 - 1961年）、アニメでは『8マン』（1963年 - 1964年）などがテレビ放送された。
日本の子供の人口（年少人口 ： 0歳～14歳）は第一次ベビーブーム（団塊世代）以降減少していたが1966年頃には底を打ち、第二次ベビーブーム（団塊ジュニア世代）にかけて増加して2500万人以上（全人口の約24%）となった。この子供たちに向けて、特撮では1966年（昭和41年）から「ウルトラシリーズ」（円谷プロ）、1971年（昭和46年）から「仮面ライダーシリーズ」（石ノ森章太郎原作、東映）、1975年（昭和50年）から「スーパー戦隊シリーズ」（石ノ森章太郎原作、東映）などが、アニメでは1969年（昭和44年）に『タイガーマスク』（東映動画）、1972年（昭和47年）に『科学忍者隊ガッチャマン』（竜の子プロ）などが全国放送された。

### キャラクターショーとローカルヒーロー
ヒーロー物は子供への訴求力が大きく、その物語の登場人物に成り切ってごっこ遊びをする男子児童がしばしば見受けられる。1967年（昭和42年）、会津博覧会（福島県）の円谷プロ「怪獣館」において、怪獣の着ぐるみ、近くにいた自衛隊員、そして子供たちがコミュニケーションを取りながら進めるごっこ遊びあるいは寸劇が意図せずなされ、子供たちが興奮して参加した。この経験はキャラクターショーとして商業化され、子連れ客の集客を企図する全国各地の遊園地や商業施設において行われるようになった。
他方、前述のヒーロー物のステレオタイプを踏襲し、従来全国区で製作されていた同種作品のブームの最中、石ノ森章太郎の出身地である宮城県のスーパーマーケットチェーン「エンドーチェーン」（仙台市）が企画して、1973年（昭和48年）に『レインボー・アタックエース』が東北放送のローカル番組として放送された。これがローカルヒーローの元祖と言われる。
全国放送のヒーロー物では、異形の等身大ヒーローが地球の平和を乱す悪の組織と戦うという壮大な勧善懲悪物語であるが、キャラクターショーやローカルヒーローではより小さな地域レベルの身近な悪を正すことになった。それでも児童への訴求力を持ち得たため、伝えたいメッセージを盛り込んだダジャレを名称とし、全国放送のヒーローを真似た衣装を身に着けた様々なローカルヒーローが生み出され、道徳や地域の問題解決法を子供に教育するキャラクターショーが行われるようになった。当初は『月光仮面』のような布による覆面で簡便な衣装を用いたが、団塊ジュニア以降の子供の注目を得るためには彼らが見慣れたヘルメットによる仮面・覆面が必要になり、衣装も特注の高価なものになった。結果、ある程度の資本があり、子供の注目を集めたい遊園地・商業施設・商店街・ローカル局、あるいは道徳やマナーを子供に教育したい自治体や防災・防犯組織などがローカルヒーローの担い手として定着した。

### 客層の拡大と地域おこし
バブル景気期になると団塊ジュニアが生産年齢人口（15歳～64歳）に移行したため日本の子供の人口（年少人口）は急減し、バブル崩壊後には2000万人を下回って全人口に対する比率も15%程度にまで低下した。すると、ヒーロー物のテレビ番組は下火になっていった。
しかし、晩婚化した団塊ジュニアが親世代となった1990年代末からは、子供だけではなく親世代も楽しめるように工夫されたヒーローものが放送されるようになった。また、ヒーローものを嗜好するおたくが顕在化し、客単価の大きい消費者として注目されるようになった。このようにヒーローの訴求力が子供以外にも広がったこと、インターネットが普及して地方から全国に情報発信することが簡単になったこと、完成度の高い『超神ネイガー』（秋田県、2005年 - ）が全国的に話題になったことなどから、ローカルヒーローは新たに地域おこしの手法として用いられる傾向が生まれ、ご当地グルメ、ご当地アイドル、ご当地キャラ（ゆるキャラ）などと共に「ご当地ヒーロー」との呼称も用いられるようになり、地域密着と全国への情報発信の装置の1つとなった。
全国展開メディアのヒーローによるショーは誘致が高価である割にフォーマットが単純であり、ショーおよび撮影会程度しかコンテンツがなく、番組スポンサーや全国展開のしがらみによる硬直性ゆえに地域振興の効果が薄い。
また、大半のショーはTV番組登場俳優によるセリフの録音や使用楽曲、効果音などが入った完パケによる作成であり、実際に演じるのはスーツアクターのため、企画外の内容への対応力も低い。
対してローカルヒーローは時に吹き替えはあっても全てがキャラクター本人であり、マスクを脱いでもローカル番組やWEBで見た俳優本人である。さらにグリーティング手法によりショー以外の場面でも祭事に参加し、実際にヒーローが参加する、または商品を食べてみせ、時には子供たちと触れ合えるヒーローとして満足度が高い。
2012年現在では、広告代理店などが幹事に連なる「ご当地ヒーロー情報共有会」も存在しており、テレビ局系列の枠を超えたローカル局有志の手によって、放送外収入に関するノウハウ等、情報の共有が積極的に行われている。

## 東映のスタンス
1988年に『戦隊』をキャラクターグッズを販売するバンダイが商標として登録し、爆竜戦隊アバレンジャーやスーパー戦隊シリーズのなど作品名での版権を数多く所有する東映の姿勢は、公認するものも存在する一方で、必ずしも好意的でない場合も存在する。例えば「葬祭戦隊オガムンジャー」は、東京新聞で紹介された事が仇となり、東映からの申し入れを受けて『解散』している。

## 地域別ローカルヒーロー

### 各地域
それぞれの記事を参照。
- 北海道のローカルヒーロー一覧
- 東北地方のローカルヒーロー一覧
- 関東地方のローカルヒーロー一覧
- 中部地方のローカルヒーロー一覧
- 近畿地方のローカルヒーロー一覧
- 中国地方のローカルヒーロー一覧
- 四国地方のローカルヒーロー一覧
- 九州地方のローカルヒーロー一覧
- 沖縄県のローカルヒーロー一覧

### 複数地域
- 防犯戦隊！フセグンジャー！！[リンク切れ] - 防犯だけでなく、色々なものを防ぐローカル戦隊。24時間テレビとのタイアップや明石市の各種イベントや国際交流など、幅広く活躍している。

- 星龍戦士コスモフラッシャー - 宇宙を拠点とするご当地ヒーロー。太陽系の惑星のお祭り等で大人気の為休む日がないという。地球でも主に関東地方や東京都内のライブハウスで活躍中。
- DarkSideLine（ダークサイドライン） - 骸696を中心に怪人（悪役）のみに特化した悪役集団。様々な理由で活動が手薄な各地のヒーローショーに登場。また骸696は地域や局、番組枠を超えてヒーロードラマに出演している。
- ゴロゴローネ - 宇宙の鬼だが、関東地方のイベントステージに登場することが多い。
- 獣鬼忍炎狼鬼 - 広島を拠点に西へ東へ全国各地のヒーローのもとへ向かう。
- はぐれ戦闘員古田 - 奈良を拠点に各地のヒーローのもとへ向かう。

#### ストラップやキーホルダー
- アクションレンジャー - 長野県松本市の土産品メーカー「エイコー」によるローカルヒーローストラップ。北海道限定や横浜中華街限定などの特定地域限定バリエーションがある。
- トゥルース・タカオ - ドリームプラネット製のご当地ヒーローストラップのシリーズ。北海道や愛知県など特定地域限定のバージョンを多数展開している。
- 香り貴公子・仮面ラベンダー - 軽井沢のヒーロー。ストラップで展開。他に北海道富良野市でもバージョン違い（ベルトのバックルが北海道型）も存在する。
- 北陸三県隊 - 石川・福井・富山の3県で展開しているご当地ヒーローストラップ。
- ご当地戦隊みやげんジャー - 離島戦隊サドガシマンと同じくご当地ヒーローストラップとして展開されている。複数の県で販売されているが、鳥取県がモチーフの中心。
- 四国戦隊みやげんジャー - 四国4県で展開しているご当地ヒーローストラップ。
- 四国レンジャー瀬戸内戦隊 - 瀬戸内海のローカル戦隊。ストラップで展開。
- 神話戦隊カッパレンジャー - 北海道～東北地方で展開。ストラップで展開。
- 秘湯戦隊 温泉卵レンジャー - 温泉のある観光地向けに企画された。ストラップのみ。
- 急襲戦隊ダンジジャー - 九州7県のアニメイトとゲーマーズで菓子やキーホルダーを展開している。各県に対応した7人のキャラクターが存在するが、県に関係なくどこの店でも販売されている商品内容は同じ。

## ローカルヒーローをモデルにした作品

### 漫画
- 天体戦士サンレッド
- オイ!! オバさん -作中では 大泉学園町のご当地ヒーロー・大泉戦隊ガクエンジャーが登場する。

### 映像作品
- 日本ローカルヒーロー大決戦
- 非公認戦隊アキバレンジャー - 東映自身によるスーパー戦隊シリーズのパロディでもある。
- ドゲンジャーズ

### アニメ
- コンピラーX（『ヤッターマン（第2作）』第22話） - 香川県の夫婦ご当地ヒーロー。
- 折紙戦隊ノブナ・ガイザー（『名探偵コナン』第871話） - 岐阜県のご当地ヒーロー。
- 戦隊ヒーロー スキヤキフォース - 群馬県のご当地戦隊。
- アクションヒロイン チアフルーツ - 千葉県（作中では万葉県）のご当地ヒロイン。
- 怪人開発部の黒井津さん - 原作マンガには登場しない各地のご当地ヒーローが登場する。

## 関連商品

### CD
- 決定盤!ローカルヒーロー大全集（EMIミュージック・ジャパン、品番：TOCT-26257、2007年12月12日発売）

### DVD
- ローカルヒーロー大百科（TCエンタテインメント、2008年12月18日発売）